# Llenega blanca
La llenega blanca (Hygrophorus eburneus) és una espècie de bolet agarical de la família de les higroforàcies (Hygrophoraceae). És una llenega de cama prima pel que sovint es tracta com una pampinella. És comestible, més aviat petita.

## Descripció
Té làmines blanques i espaiades i cos llefiscós. No arriba als set centímetres de diàmetre. Tot el bolet és blanc.

## Taxonomia
L'espècie va ser nomenada per primera vegada com eburneus Agaricus pel botànic francès Jean Bulliard el 1783. Quan en 1836, Papes definir per primera vegada el gènere Hygrophorus en Epicrisis systematis Mycologici, el Hygrophorus eburneus hi fou inclòs.